# Leonia (planta)
Leonia es un género de plantas con flores perteneciente a la familia Violaceae. Comprende nueve especies.

## Especies seleccionadas
- Leonia crassa
- Leonia cymosa
- Leonia glycycarpa